# Ramón Viveros Durán
Ramón Viveros Durán (1920 - 27 de enero de 2015) fue un policía, general subdirector de Carabineros y diplomático chileno.
En 1938 ingresó a  los Carabineros de Chile.
Durante el tanquetazo del viernes 29 de junio de 1973, el entonces general subdirector, Ramón Viveros, se hizo cargo del mando y organizó la defensa de Palacio de La Moneda, ordenó a la guardia de Palacio no disparar contra las tropas del Blindados N° 2, contraviniendo las instrucciones de  Salvador Allende.
El lunes siguiente, durante la reunión del Consejo Superior de Seguridad Nacional destinada a analizar los sucesos, Salvador Allende anunció su decisión de remover a José María Sepúlveda por no haber regresado al país de inmediato. Viveros, que la consideró injusta, ofreció al Presidente su propia renuncia.
 que Allende aceptó. Del 29 de mayo de 1974 hasta 1976 fue embajador de la dictadura de Augusto Pinochet ante el gobierno de Anwar Sadat.